# Interlands voetbalelftal Servië en Montenegro 2003-2006
Deze pagina toont een chronologisch en gedetailleerd overzicht van de interlands die het voetbalelftal van Servië en Montenegro speelde in de periode 2003 – 2006, nadat de rompstaat, ook wel aangeduid als Klein-Joegoslavië, was opgeheven. Na het Wereldkampioenschap voetbal 2006 gingen beide voormalige deelrepublieken zelfstandig verder onder eigen naam.

## Interlands

### 2003
|                                                                         |                                                 |       |                                         |                                                                                      |
| 12 februari EK 2004 kwalificatie № 606 «onderlinge duels» 15:30 (UTC+1) | Servië en M.                                    | 2 – 2 | Azerbeidzjan                            | Pod Goricomstadion, Podgorica Toeschouwers: 7.500 Scheidsrechter: Jacek Granat (POL) |
| 12 februari EK 2004 kwalificatie № 606 «onderlinge duels» 15:30 (UTC+1) | Predrag Mijatović 33' (pen.) Nikola Lazetić 52' |       | 57' Qurban Qurbanov 78' Qurban Qurbanov | Pod Goricomstadion, Podgorica Toeschouwers: 7.500 Scheidsrechter: Jacek Granat (POL) |

|                                                                   |                     |       |                                           |                                                                                      |
| 27 maart Vriendschappelijk № 607 «onderlinge duels» 15:15 (UTC+1) | Servië en M.        | 1 – 2 | Bulgarije                                 | Stadion Mladost, Kruševac Toeschouwers: 10.000 Scheidsrechter: Sašo Lazarevski (MKD) |
| 27 maart Vriendschappelijk № 607 «onderlinge duels» 15:15 (UTC+1) | Darko Kovačević 29' |       | 13' Stilijan Petrov 56' Svetoslav Todorov | Stadion Mladost, Kruševac Toeschouwers: 10.000 Scheidsrechter: Sašo Lazarevski (MKD) |

|                                                                   |                    |       |              |                                                                                    |
| 30 april Vriendschappelijk № 608 «onderlinge duels» 20:30 (UTC+2) | Duitsland          | 1 – 0 | Servië en M. | Weserstadion, Bremen Toeschouwers: 22.000 Scheidsrechter: Frank De Bleeckere (BEL) |
| 30 april Vriendschappelijk № 608 «onderlinge duels» 20:30 (UTC+2) | Sebastian Kehl 60' |       |              | Weserstadion, Bremen Toeschouwers: 22.000 Scheidsrechter: Frank De Bleeckere (BEL) |

|                                                                 |                                 |       |                     |                                                                                     |
| 3 juni Vriendschappelijk № 609 «onderlinge duels» 20:00 (UTC+1) | Engeland                        | 2 – 1 | Servië en M.        | Walkers Stadium, Leicester Toeschouwers: 30.900 Scheidsrechter: Paul Allaerts (BEL) |
| 3 juni Vriendschappelijk № 609 «onderlinge duels» 20:00 (UTC+1) | Steven Gerrard 35' Joe Cole 82' |       | 45' Nenad Jestrović | Walkers Stadium, Leicester Toeschouwers: 30.900 Scheidsrechter: Paul Allaerts (BEL) |

|                                                                    |                                                       |       |              |                                                                                    |
| 7 juni EK 2004 kwalificatie № 610 «onderlinge duels» 19:00 (UTC+3) | Finland                                               | 3 – 0 | Servië en M. | Olympiastadion, Helsinki Toeschouwers: 17.343 Scheidsrechter: Claude Colombo (FRA) |
| 7 juni EK 2004 kwalificatie № 610 «onderlinge duels» 19:00 (UTC+3) | Sami Hyypiä 19' Joonas Kolkka 45' Mikael Forssell 56' |       |              | Olympiastadion, Helsinki Toeschouwers: 17.343 Scheidsrechter: Claude Colombo (FRA) |

|                                                                     |                                                   |       |                     |                                                                           |
| 11 juni EK 2004 kwalificatie № 611 «onderlinge duels» 19:00 (UTC+5) | Azerbeidzjan                                      | 2 – 1 | Servië en M.        | Shafastadion, Bakoe Toeschouwers: 5.000 Scheidsrechter: Knud Fisker (DEN) |
| 11 juni EK 2004 kwalificatie № 611 «onderlinge duels» 19:00 (UTC+5) | Qurban Qurbanov 88' (pen.) Fərrux İsmayılov 90+2' |       | 27' Branko Bošković | Shafastadion, Bakoe Toeschouwers: 5.000 Scheidsrechter: Knud Fisker (DEN) |

|                                                                         |                       |       |       |                                                                                    |
| 20 augustus EK 2004 kwalificatie № 612 «onderlinge duels» 20:15 (UTC+2) | Servië en M.          | 1 – 0 | Wales | Rode Sterstadion, Belgrado Toeschouwers: 30.000 Scheidsrechter: Anders Frisk (SWE) |
| 20 augustus EK 2004 kwalificatie № 612 «onderlinge duels» 20:15 (UTC+2) | Dragan Mladenović 73' |       |       | Rode Sterstadion, Belgrado Toeschouwers: 30.000 Scheidsrechter: Anders Frisk (SWE) |

|                                                                          |               |       |                     |                                                                                   |
| 10 september EK 2004 kwalificatie № 613 «onderlinge duels» 20:45 (UTC+2) | Servië en M.  | 1 – 1 | Italië              | Rode Sterstadion, Belgrado Toeschouwers: 30.000 Scheidsrechter: Alain Hamer (LUX) |
| 10 september EK 2004 kwalificatie № 613 «onderlinge duels» 20:45 (UTC+2) | Saša Ilić 82' |       | 22' Filippo Inzaghi | Rode Sterstadion, Belgrado Toeschouwers: 30.000 Scheidsrechter: Alain Hamer (LUX) |

|                                                                        |                                             |       |                                                          |                                                                                       |
| 11 oktober EK 2004 kwalificatie № 614 «onderlinge duels» 19:45 (UTC+1) | Wales                                       | 2 – 3 | Servië en M.                                             | Millennium Stadium, Cardiff Toeschouwers: 72.500 Scheidsrechter: Fritz Stuchlik (AUT) |
| 11 oktober EK 2004 kwalificatie № 614 «onderlinge duels» 19:45 (UTC+1) | John Hartson 25' (pen.) Robert Earnshaw 90' |       | 4' Zvonimir Vukić 81' Savo Milošević 87' Danijel Ljuboja | Millennium Stadium, Cardiff Toeschouwers: 72.500 Scheidsrechter: Fritz Stuchlik (AUT) |

|                                                                      |                                                                                   |       |                                                        |                                                                                    |
| 16 november Vriendschappelijk № 615 «onderlinge duels» 17:15 (UTC+1) | Polen                                                                             | 4 – 3 | Servië en M.                                           | Stadion Polonii, Warschau Toeschouwers: 9.000 Scheidsrechter: Michael Weiner (GER) |
| 16 november Vriendschappelijk № 615 «onderlinge duels» 17:15 (UTC+1) | Andrzej Niedzielan 27' Grzegorz Rasiak 30' Kamil Kosowski 73' Maciej Żurawski 82' |       | 70' Dejan Stanković 78' Zvonimir Vukić 87' Ivica Iliev | Stadion Polonii, Warschau Toeschouwers: 9.000 Scheidsrechter: Michael Weiner (GER) |

### 2004
|                                                                   |              |                            |           |                                                                                 |
| 31 maart Vriendschappelijk № 616 «onderlinge duels» 18:00 (UTC+2) | Servië en M. | 0 – 1                      | Noorwegen | Rode Sterstadion, Belgrado Toeschouwers: 6.000 Scheidsrechter: Novo Panić (BIH) |
| 31 maart Vriendschappelijk № 616 «onderlinge duels» 18:00 (UTC+2) |              | 76' (pen.) Martin Andresen |           | Rode Sterstadion, Belgrado Toeschouwers: 6.000 Scheidsrechter: Novo Panić (BIH) |

|                                                                   |                 |       |                    |                                                                               |
| 28 april Vriendschappelijk № 617 «onderlinge duels» 19:45 (UTC+1) | Noord-Ierland   | 1 – 1 | Servië en M.       | Windsor Park, Belfast Toeschouwers: 9.690 Scheidsrechter: Ceri Richards (WAL) |
| 28 april Vriendschappelijk № 617 «onderlinge duels» 19:45 (UTC+1) | James Quinn 18' |       | 7' Veljko Paunović | Windsor Park, Belfast Toeschouwers: 9.690 Scheidsrechter: Ceri Richards (WAL) |

|                                                                  |                                       |       |           | |
| 11 juli Vriendschappelijk № 618 «onderlinge duels» 14:00 (UTC+9) | Servië en M.                          | 2 – 0 | Slowakije | Hakatanomori Atletiekstadion, Fukuoka Toeschouwers: 24.458 Scheidsrechter: Toshimitsu Yoshida (JPN) |
| 11 juli Vriendschappelijk № 618 «onderlinge duels» 14:00 (UTC+9) | Savo Milošević 6' Nenad Jestrović 90' |       |           | Hakatanomori Atletiekstadion, Fukuoka Toeschouwers: 24.458 Scheidsrechter: Toshimitsu Yoshida (JPN) |

|                                                                  |                   |       |              |                                                                                 |
| 13 juli Vriendschappelijk № 619 «onderlinge duels» 19:00 (UTC+9) | Japan             | 1 – 0 | Servië en M. | Nissanstadion, Yokohama Toeschouwers: 57.616 Scheidsrechter: Eddie Lennie (AUS) |
| 13 juli Vriendschappelijk № 619 «onderlinge duels» 19:00 (UTC+9) | Yasuhito Endo 48' |       |              | Nissanstadion, Yokohama Toeschouwers: 57.616 Scheidsrechter: Eddie Lennie (AUS) |

|                                                                      |                |       |                     | |
| 18 augustus Vriendschappelijk № 620 «onderlinge duels» 20:15 (UTC+2) | Slovenië       | 1 – 1 | Servië en M.        | Centralni Stadion za Bežigradom, Ljubljana Toeschouwers: 5.000 Scheidsrechter: Tom Henning Øvrebø (NOR) |
| 18 augustus Vriendschappelijk № 620 «onderlinge duels» 20:15 (UTC+2) | Nastja Čeh 82' |       | 49' Nenad Jestrović | Centralni Stadion za Bežigradom, Ljubljana Toeschouwers: 5.000 Scheidsrechter: Tom Henning Øvrebø (NOR) |

|                                                                         |            |                                                           |              |                                                                                         |
| 4 september WK 2006 kwalificatie № 621 «onderlinge duels» 20:30 (UTC+2) | San Marino | 0 – 3                                                     | Servië en M. | Stadio Olimpico, Serravalle Toeschouwers: 1.137 Scheidsrechter: Akmalhan Holmatov (KAZ) |
| 4 september WK 2006 kwalificatie № 621 «onderlinge duels» 20:30 (UTC+2) |            | 4' Zvonimir Vukić 15' Nenad Jestrović 83' Nenad Jestrović |              | Stadio Olimpico, Serravalle Toeschouwers: 1.137 Scheidsrechter: Akmalhan Holmatov (KAZ) |

|                                                                       |                 |       |              |                                                                                     |
| 9 oktober WK 2006 kwalificatie № 622 «onderlinge duels» 20:15 (UTC+2) | Bosnië en Herz. | 0 – 0 | Servië en M. | Koševostadion, Sarajevo Toeschouwers: 32.000 Scheidsrechter: Gilles Veissière (FRA) |
| 9 oktober WK 2006 kwalificatie № 622 «onderlinge duels» 20:15 (UTC+2) |                 |       |              | Koševostadion, Sarajevo Toeschouwers: 32.000 Scheidsrechter: Gilles Veissière (FRA) |

|                                                                        |                                                                                                  |       |            |                                                                                     |
| 13 oktober WK 2006 kwalificatie № 623 «onderlinge duels» 20:00 (UTC+2) | Servië en M.                                                                                     | 5 – 0 | San Marino | Rode Sterstadion, Belgrado Toeschouwers: 4.000 Scheidsrechter: Lassin Isaksen (FAR) |
| 13 oktober WK 2006 kwalificatie № 623 «onderlinge duels» 20:00 (UTC+2) | Savo Milošević 35' Dejan Stanković 45' Dejan Stanković 50' Ognjen Koroman 53' Zvonimir Vukić 69' |       |            | Rode Sterstadion, Belgrado Toeschouwers: 4.000 Scheidsrechter: Lassin Isaksen (FAR) |

|                                                                         |        |                                      |              |                                                                                              |
| 17 november WK 2006 kwalificatie № 624 «onderlinge duels» 20:15 (UTC+1) | België | 0 – 2                                | Servië en M. | Koning Boudewijnstadion, Brussel Toeschouwers: 28.350 Scheidsrechter: Peter Fröjdfeldt (SWE) |
| 17 november WK 2006 kwalificatie № 624 «onderlinge duels» 20:15 (UTC+1) |        | 10' Zvonimir Vukić 60' Mateja Kežman |              | Koning Boudewijnstadion, Brussel Toeschouwers: 28.350 Scheidsrechter: Peter Fröjdfeldt (SWE) |

### 2005
|                                                                     |           |       |              |                                                                                             |
| 9 februari Vriendschappelijk № 625 «onderlinge duels» 14:00 (UTC+2) | Bulgarije | 0 – 0 | Servië en M. | Vasil Levski Nationaal Stadion, Sofia Toeschouwers: 2.957 Scheidsrechter: Anton Genov (BUL) |
| 9 februari Vriendschappelijk № 625 «onderlinge duels» 14:00 (UTC+2) |           |       |              | Vasil Levski Nationaal Stadion, Sofia Toeschouwers: 2.957 Scheidsrechter: Anton Genov (BUL) |

|                                                                      |              |       |        |                                                                                       |
| 30 maart WK 2006 kwalificatie № 626 «onderlinge duels» 20:30 (UTC+2) | Servië en M. | 0 – 0 | Spanje | Rode Sterstadion, Belgrado Toeschouwers: 50.000 Scheidsrechter: Massimo Busacca (SUI) |
| 30 maart WK 2006 kwalificatie № 626 «onderlinge duels» 20:30 (UTC+2) |              |       |        | Rode Sterstadion, Belgrado Toeschouwers: 50.000 Scheidsrechter: Massimo Busacca (SUI) |

|                                                                    |              |       |        |                                                                                       |
| 4 juni WK 2006 kwalificatie № 627 «onderlinge duels» 20:15 (UTC+2) | Servië en M. | 0 – 0 | België | Rode Sterstadion, Belgrado Toeschouwers: 16.662 Scheidsrechter: Valentin Ivanov (RUS) |
| 4 juni WK 2006 kwalificatie № 627 «onderlinge duels» 20:15 (UTC+2) |              |       |        | Rode Sterstadion, Belgrado Toeschouwers: 16.662 Scheidsrechter: Valentin Ivanov (RUS) |

|                                                                 |                         |       |                  |                                                                                  |
| 8 juni Vriendschappelijk № 628 «onderlinge duels» 20:00 (UTC−4) | Italië                  | 1 – 1 | Servië en M.     | Rogers Centre, Toronto Toeschouwers: 22.138 Scheidsrechter: Steven Depiero (CAN) |
| 8 juni Vriendschappelijk № 628 «onderlinge duels» 20:00 (UTC−4) | Cristiano Lucarelli 83' |       | 25' Nikola Žigić | Rogers Centre, Toronto Toeschouwers: 22.138 Scheidsrechter: Steven Depiero (CAN) |

|                                                                      |                                                                        |       |                                    |                                                                                        |
| 15 augustus Vriendschappelijk № 629 «onderlinge duels» 17:15 (UTC+3) | Polen                                                                  | 3 – 2 | Servië en M.                       | Valeri Lobanovskystadion, Kiev Toeschouwers: 2.000 Scheidsrechter: Oleh Oriechov (UKR) |
| 15 augustus Vriendschappelijk № 629 «onderlinge duels» 17:15 (UTC+3) | Tomasz Frankowski 30' Grzegorz Rasiak 37' Tomasz Frankowski 42' (pen.) |       | 32' Nikola Žigić 59' Nemanja Vidić | Valeri Lobanovskystadion, Kiev Toeschouwers: 2.000 Scheidsrechter: Oleh Oriechov (UKR) |

|                                                                      |                                        |       |                   |                                                                                          |
| 17 augustus Vriendschappelijk № 630 «onderlinge duels» 17:15 (UTC+3) | Oekraïne                               | 2 – 1 | Servië en M.      | Valeri Lobanovskystadion, Kiev Toeschouwers: 4.000 Scheidsrechter: Tomasz Mikulski (POL) |
| 17 augustus Vriendschappelijk № 630 «onderlinge duels» 17:15 (UTC+3) | Serhij Rebrov 61' Serhij Nazarenko 71' |       | 90' Mateja Kežman | Valeri Lobanovskystadion, Kiev Toeschouwers: 4.000 Scheidsrechter: Tomasz Mikulski (POL) |

|                                                                         |                                 |       |          |                                                                                          |
| 3 september WK 2006 kwalificatie № 631 «onderlinge duels» 20:30 (UTC+2) | Servië en M.                    | 2 – 0 | Litouwen | Rode Sterstadion, Belgrado Toeschouwers: 20.203 Scheidsrechter: Kim Milton Nielsen (DEN) |
| 3 september WK 2006 kwalificatie № 631 «onderlinge duels» 20:30 (UTC+2) | Mateja Kežman 18' Saša Ilić 74' |       |          | Rode Sterstadion, Belgrado Toeschouwers: 20.203 Scheidsrechter: Kim Milton Nielsen (DEN) |

|                                                                         |                   |       |                   |                                                                                         |
| 7 september WK 2006 kwalificatie № 632 «onderlinge duels» 22:00 (UTC+2) | Spanje            | 1 – 1 | Servië en M.      | Estadio Vicente Calderón, Madrid Toeschouwers: 51.491 Scheidsrechter: Graham Poll (ENG) |
| 7 september WK 2006 kwalificatie № 632 «onderlinge duels» 22:00 (UTC+2) | Raúl González 18' |       | 68' Mateja Kežman | Estadio Vicente Calderón, Madrid Toeschouwers: 51.491 Scheidsrechter: Graham Poll (ENG) |

|                                                                       |          |                                      |              |                                                                              |
| 8 oktober WK 2006 kwalificatie № 633 «onderlinge duels» 19:00 (UTC+3) | Litouwen | 0 – 2                                | Servië en M. | Vėtrastadion, Vilnius Toeschouwers: 1.500 Scheidsrechter: Jan Wegereef (NED) |
| 8 oktober WK 2006 kwalificatie № 633 «onderlinge duels» 19:00 (UTC+3) |          | 44' Mateja Kežman 85' Zvonimir Vukić |              | Vėtrastadion, Vilnius Toeschouwers: 1.500 Scheidsrechter: Jan Wegereef (NED) |

|                                                                        |                  |       |                |                                                                                      |
| 12 oktober WK 2006 kwalificatie № 634 «onderlinge duels» 20:30 (UTC+2) | Servië en M.     | 1 – 0 | Bosnië en Her. | Rode Sterstadion, Belgrado Toeschouwers: 46.305 Scheidsrechter: Kyros Vassaras (GRE) |
| 12 oktober WK 2006 kwalificatie № 634 «onderlinge duels» 20:30 (UTC+2) | Mateja Kežman 7' |       |                | Rode Sterstadion, Belgrado Toeschouwers: 46.305 Scheidsrechter: Kyros Vassaras (GRE) |

|                                                                  |       |                                     |              |                                                                                    |
| 13 november Vriendschappelijk № 635 «onderlinge duels» 19:20 uur | China | 0 – 2                               | Servië en M. | Wutaishan Stadion, Nanjing Toeschouwers: 30.000 Scheidsrechter: Park Sang-Gu (KOR) |
| 13 november Vriendschappelijk № 635 «onderlinge duels» 19:20 uur |       | 55' Nenad Đorđević 67' Nikola Žigić |              | Wutaishan Stadion, Nanjing Toeschouwers: 30.000 Scheidsrechter: Park Sang-Gu (KOR) |

|                                                                      |                                     |       |              |                                                                                |
| 16 november Vriendschappelijk № 636 «onderlinge duels» 20:00 (UTC+9) | Zuid-Korea                          | 2 – 0 | Servië en M. | Sangam Stadion, Seoel Toeschouwers: 40.127 Scheidsrechter: Yang Zhiqiang (CHN) |
| 16 november Vriendschappelijk № 636 «onderlinge duels» 20:00 (UTC+9) | Choi Jin-Cheul 4' Lee Dong-Gook 66' |       |              | Sangam Stadion, Seoel Toeschouwers: 40.127 Scheidsrechter: Yang Zhiqiang (CHN) |

### 2006
|                                                                  |         |                   |              |                                                                                       |
| 1 maart Vriendschappelijk № 637 «onderlinge duels» 19:15 (UTC+1) | Tunesië | 0 – 1             | Servië en M. | Stade du 7 Novembre, Radès Toeschouwers: 15.000 Scheidsrechter: Djamel Haimoudi (ALG) |
| 1 maart Vriendschappelijk № 637 «onderlinge duels» 19:15 (UTC+1) |         | 12' Mateja Kežman |              | Stade du 7 Novembre, Radès Toeschouwers: 15.000 Scheidsrechter: Djamel Haimoudi (ALG) |

|                                                                 |                     |       |                 |                                                                                 |
| 27 mei Vriendschappelijk № 638 «onderlinge duels» 20:15 (UTC+2) | Servië en M.        | 1 – 1 | Uruguay         | Rode Sterstadion, Belgrado Toeschouwers: 35.000 Scheidsrechter: Drago Kos (SLO) |
| 27 mei Vriendschappelijk № 638 «onderlinge duels» 20:15 (UTC+2) | Dejan Stanković 17' |       | 82' Diego Godín | Rode Sterstadion, Belgrado Toeschouwers: 35.000 Scheidsrechter: Drago Kos (SLO) |

| Wereldkampioenschap voetbal 2006 |
| -------------------------------- |

|                                                                |              |                  |           |                                                                                 |
| 11 juni WK 2006 Groep C № 639 «onderlinge duels» 15:00 (UTC+2) | Servië en M. | 0 – 1            | Nederland | Zentral Stadion, Leipzig Toeschouwers: 37.216 Scheidsrechter: Markus Merk (GER) |
| 11 juni WK 2006 Groep C № 639 «onderlinge duels» 15:00 (UTC+2) |              | 18' Arjen Robben |           | Zentral Stadion, Leipzig Toeschouwers: 37.216 Scheidsrechter: Markus Merk (GER) |

|                                                                | |       |              |                                                                                         |
| 16 juni WK 2006 Groep C № 640 «onderlinge duels» 15:00 (UTC+2) | Argentinië | 6 – 0 | Servië en M. | Veltins-Arena, Gelsenkirchen Toeschouwers: 52.000 Scheidsrechter: Roberto Rosetti (ITA) |
| 16 juni WK 2006 Groep C № 640 «onderlinge duels» 15:00 (UTC+2) | Maxi Rodríguez 6' Esteban Cambiasso 31' Maxi Rodríguez 41' Hernán Crespo 78' Carlos Tévez 84' Lionel Messi 88' |       |              | Veltins-Arena, Gelsenkirchen Toeschouwers: 52.000 Scheidsrechter: Roberto Rosetti (ITA) |

|                                                                |                                                                             |       |                                |                                                                                   |
| 21 juni WK 2006 Groep C № 641 «onderlinge duels» 21:00 (UTC+2) | Ivoorkust                                                                   | 3 – 2 | Servië en M.                   | Allianz Arena, München Toeschouwers: 66.000 Scheidsrechter: Marco Rodríguez (MEX) |
| 21 juni WK 2006 Groep C № 641 «onderlinge duels» 21:00 (UTC+2) | Aruna Dindane 36' (pen.) Bonaventure Kalou 67' Bonaventure Kalou 86' (pen.) |       | 10' Nikola Žigić 20' Saša Ilić | Allianz Arena, München Toeschouwers: 66.000 Scheidsrechter: Marco Rodríguez (MEX) |

|  |  |  |  |  |  |  |  |  |

FSCG · A-internationals · Bondscoaches · Statistieken · Montenegrijns vrouwenelftal · Montenegro U21 · Montenegro U20 · Montenegro U19 · Montenegro U17 · Servië en Montenegro U19 · Servië en Montenegro U17
2003 – 2006** · 
2007 – 2009 · 
2010 – 2019 ·
2020 − 2029
EK 2008 · 
EK 2012 · 
EK 2016
WK 2006** · 
WK 2010 · 
WK 2014 · 
WK 2018
OS 2004** · 
OS 2008 · 
OS 2012 · 
OS 2016
2007 · 
2008 · 
2009 · 
2010 · 
2011 · 
2012 · 
2013 · 
2014 · 
2015 · 
2016 · 
2017 ·
2018 ·
2019 ·
2020 ·
2021 ·
2022 ·
2023
Albanië ·
Armenië ·
Azerbeidzjan ·
België · 
Bosnië en Herzegovina ·
Bulgarije ·
Colombia ·
Cyprus ·
Denemarken · 
Engeland ·
Estland ·
Finland ·
Georgië ·
Ghana ·
Gibraltar ·
Griekenland ·
Hongarije ·
Ierland ·
IJsland ·
Iran · 
Israël ·
Italië ·
Japan ·
Kazachstan ·
Kosovo ·
Letland ·
Libanon ·
Liechtenstein ·
Litouwen ·
Luxemburg ·
Moldavië ·
Nederland ·
Noord-Ierland ·
Noord-Macedonië ·
Noorwegen ·
Oekraïne ·
Oezbekistan ·
Oostenrijk ·
Polen ·
Roemenië ·
Rusland · 
San Marino ·
Servië ·
Slovenië ·
Slowakije ·
Tsjechië ·
Turkije ·
Wales ·
Wit-Rusland ·
Zweden ·
Zwitserland
Argentinië (2006) · 
Ivoorkust (2006) · 
Nederland (2006)
** - Onder de naam Servië en Montenegro
FSS · A-internationals · Bondscoaches · Statistieken · Servisch vrouwenelftal · Olympisch elftal · Servië U21 · Servië U20 · Servië U19 · Servië U17 · Servië en Montenegro U19 · Servië en Montenegro U17
2003 – 2006** · 
2006 – 2009 · 
2010 – 2019 ·
2020 − 2029
EK 2008 · 
EK 2012 · 
EK 2016 ·
EK 2020
WK 2006** · 
WK 2010 · 
WK 2014 · 
WK 2018 ·
WK 2022
OS 2004** · 
OS 2008 · 
OS 2012 ·
OS 2016 ·
OS 2020
2006 · 
2007 · 
2008 · 
2009 · 
2010 · 
2011 · 
2012 · 
2013 · 
2014 · 
2015 · 
2016 ·
2017 ·
2018 ·
2019 ·
2020 ·
2021 ·
2022
Albanië ·
Algerije ·
Armenië ·
Australië ·
Azerbeidzjan ·
Bahrein ·
België ·
Bolivia ·
Brazilië ·
Bulgarije ·
Chili ·
China ·
Colombia ·
Costa Rica ·
Cyprus ·
Denemarken ·
Dominicaanse Republiek ·
Duitsland ·
Engeland ·
Estland ·
Faeröer ·
Finland ·
Frankrijk ·
Georgië ·
Ghana ·
Griekenland ·
Honduras ·
Hongarije ·
Ierland ·
Israël ·
Italië ·
Jamaica ·
Japan ·
Jordanië ·
Kameroen ·
Kazachstan ·
Kroatië · 
Litouwen ·
Luxemburg ·
Marokko ·
Mexico ·
Moldavië ·
Montenegro ·
Nieuw-Zeeland ·
Nigeria ·
Noord-Ierland ·
Noord-Macedonië ·
Noorwegen ·
Oekraïne ·
Oostenrijk ·
Panama ·
Paraguay ·
Polen ·
Portugal ·
Qatar ·
Roemenië ·
Rusland ·
Schotland ·
Slovenië ·
Spanje ·
Tsjechië ·
Turkije ·
Verenigde Staten ·
Wales ·
Zuid-Afrika ·
Zuid-Korea ·
Zweden ·
Zwitserland
Brazilië (2018) · 
Costa Rica (2018) · 
Duitsland (2010) · 
Ghana (2010) · 
Kameroen (2022) · 
Zwitserland (2018)
** = Onder de naam Servië en Montenegro
FSSCG · A-internationals · Bondscoaches · Vrouwenelftal van Servië en Montenegro · Servië en Montenegro U19 · Servië en Montenegro U17
2003 – 2006
WK 2006
OS 2004
2003 · 
2004 · 
2005 · 
2006
Argentinië ·
Azerbeidzjan ·
België ·
Bosnië en Herzegovina ·
Bulgarije ·
China ·
Duitsland ·
Engeland ·
Faeröer ·
Finland ·
Italië ·
Ivoorkust ·
Japan ·
Litouwen ·
Nederland ·
Noord-Ierland ·
Noorwegen ·
Oekraïne ·
Polen ·
San Marino ·
Slovenië ·
Slowakije ·
Spanje ·
Tunesië ·
Uruguay ·
Wales ·
Zuid-Korea
Argentinië (2006) · 
Ivoorkust (2006) · 
Nederland (2006)
AFC-zone: Afghanistan · Australië · Bahrein · Bangladesh · Bhutan · Brunei · Cambodja · China · Filipijnen · Guam · Hongkong · India · Indonesië · Iran · Irak · Japan · Jemen · Jordanië · Koeweit · Kirgizië · Laos · Libanon · Macau · Maleisië · Maldiven · Mongolië · Myanmar · Nepal · Noord-Korea · Oezbekistan · Oman · Oost-Timor · Pakistan · Palestina · Qatar · Saoedi-Arabië · Singapore · Sri Lanka · Syrië · Tadzjikistan · Taiwan · Thailand · Turkmenistan · Verenigde Arabische Emiraten · Vietnam · Zuid-Korea

CAF-zone: Algerije · Angola · Benin · Botswana · Burkina Faso · Burundi · Centraal-Afrikaanse Republiek · Comoren · Congo-Brazzaville · Congo-Kinshasa · Djibouti · Egypte · Equatoriaal-Guinea · Eritrea · Ethiopië · Gabon · Gambia · Ghana · Guinee · Guinee-Bissau · Ivoorkust · Kaapverdië · Kameroen · Kenia · Lesotho · Liberia · Libië · Madagaskar · Malawi · Mali  ·Mauritanië · Mauritius · Marokko · Mozambique · Namibië · Niger · Nigeria · Oeganda · Rwanda · Sao Tomé en Principe · Senegal · Seychellen · Sierra Leone · Soedan · Somalië · Swaziland · Tanzania · Togo · Tsjaad · Tunesië · Zambia · Zimbabwe · Zuid-Afrika

CONCACAF-zone: Amerikaanse Maagdeneilanden · Anguilla · Antigua en Barbuda · Aruba · Bahama's · Barbados · Belize · Bermuda · Britse Maagdeneilanden · Canada · Kaaimaneilanden · Costa Rica · Cuba · Dominica · Dominicaanse Republiek · El Salvador · Frans Guyana · Grenada · Guadeloupe · Guatemala · Guyana · Haïti · Honduras · Jamaica · Martinique · Mexico · Montserrat · 
Nicaragua · Panama · Puerto Rico · Saint Kitts en Nevis · Saint Lucia · Saint Vincent en de Grenadines · Sint Maarten · Suriname · Trinidad en Tobago · Turks- en Caicoseilanden · Verenigde Staten

CONMEBOL-zone: Argentinië · Bolivia · Brazilië · Chili · Colombia · Ecuador · Paraguay · Peru · Uruguay · Venezuela

OFC-zone: Amerikaans-Samoa · Cookeilanden · Fiji · Nieuw-Caledonië · Nieuw-Zeeland · Papoea-Nieuw-Guinea · Samoa · Salomoneilanden · Tahiti · Tonga · Vanuatu

UEFA-zone: Albanië · Andorra · Armenië · Azerbeidzjan · België · Bosnië en Herzegovina · Bulgarije · Cyprus · Denemarken · Duitsland · Engeland · Estland · Faeröer · Finland · Frankrijk · Georgië · Griekenland · Hongarije · IJsland · Ierland · Israël · Italië · Kazachstan · Kroatië · Letland · Liechtenstein · Litouwen · Luxemburg · Macedonië · Malta · Moldavië · Montenegro · Nederland · Noord-Ierland · Noorwegen · Oekraïne · Oostenrijk · Polen · Portugal · Roemenië · Rusland · San Marino · Schotland · Servië · Servië en Montenegro · Slovenië · Slowakije · Spanje · Tsjechië · Turkije · Wales · Wit-Rusland · Zweden · Zwitserland